# 劉說安
台灣雲林縣斗六市人。國立中山大學電機工程學系學士、美國密西根大學電機工程與大氣、海洋暨太空科學之雙碩士及雙博士，1996年回國至國立中央大學服務迄今，曾擔任國家太空中心科發組組長、健行科技大學講座教授兼電資學院院長、太空及遙測研究中心主任、(國發會)台灣地理資訊中心總經理，致力於太空遙測研究、應用推廣以及科技人文整合。擁有美國密西根大學雙碩士及雙博士學位，1996年至國立中央大學服務迄今，現職為國立中央大學太空及遙測研究中心講座教授、水文遙測實驗室負責人、企業管理學系講座教授。2010年創辦「台灣地球觀測學會」(Taiwan Group on Earth Observations)，擔任首兩屆理事長(2010-2016年); 2011-2015年擔任台灣密西根大學校友會理事長; 2012年起擔任中央大學教職員工桌球社社長; 2010-2016年擔任台灣地球觀測學會創會理事長;2014-2016年擔任財團法人台灣地理資訊中心總經理;2016年起在台越南專家協會榮譽理事長。

## 學術及人文科技之貢獻
劉說安院士求學期間，先後取得國立中山大學電機工程學士學位，美國密西根大學電機工程碩士學位(主修電波、副修光電)、大氣太空科學碩士學位(主修大氣、副修太空)與電機工程暨大氣海洋太空科學雙博士學位，指導教授為美國國家航空暨太空總署(NASA) 太空人Anthony W. England。 England教授曾參與阿波羅13 號及16 號登月任務，並為1985年參與STS-51-F（太空實驗室2號）太空人，是人類歷史上第十九次太空梭任務，也是挑戰者號太空梭的第八次太空飛行。劉院士在攻讀碩博士期間跨領域的學習，對理工領域廣泛學科知識打下深厚基礎，包括電磁波、光電、遙測、邊界層(微氣象)、大氣科學等。劉院士表示，多領域的學習有助於了解不同領域的思維模式，對往後從事學術研究有很大的助益。
劉院士跨大氣科學及電磁波學習的背景，在1990年代GPS氣象研究方興未艾之際，受到台大陳泰然教授青睞及指引，以及中大兩位前校長劉兆漢院士與李羅權院士的支持下，於1998年執行台灣第一個GPS氣象計畫，並於2000年、2001年起於國際期刊發表發表GPS氣象一系列論文，據悉為第一位亞洲區華人發表相關期刊文章之學者。之後，持續投入衛星掩星觀測科技研發，應用美國GPS/Met、德國CHAMP及台灣福衛三號等觀測資料，提出低軌道衛星掩星觀測新方法，對地球大氣層進行研究，分析大氣層時空特徵，提供大氣動力及改善氣象預報不可或缺的關鍵資訊，奠定我國推展福衛三號掩星觀測技術的自主能力，與先進國家太空計畫機構開發衛星觀測技術並駕齊驅。於2005年，劉院士出任國家太空中心科學發展組組長，推動衛星科研發展相關業務、衛星計畫規劃及考核，福衛三號星系於其任內(2006年四月)升空，掩星觀測資料有效提高氣象預報準確度，被國際科學界視為「全球溫度計」，而劉院士因此獲頒「福爾摩沙衛星三號星系貢獻獎」，備受國際肯定。

在衛星遙測技術方面，全世界先近國家無不積極投入、發展資源衛星，如法國SPOT系列、美國LANDSAT系列及MODIS系列、台灣福衛二號等。劉院士講究民生效益，充分掌握遙測技術多元化應用的優勢，運用遙測資料於自然地景變遷、自然災害災情分析及災後評估、水循環過程分析、冰凍圈與北極海冰範圍監測與熱島(冷島)效應之研究，相關成果在民生效益及決策面向扮演相當重要的角色。例如，其團隊應用福衛二號衛星影像於近年來國際重大災情之分析及災後救援。於2008年四川地震後，提供全世界第一幅地震後影像，判釋災區地形地貌變遷，積極提供相關資料於救援工作；於2009年台灣莫拉克颱風災後，運用衛星影像於配合政府政策推展；於2011年東日本大地震時利用福衛二號影像，評估海嘯導致農業災害損失等。劉院士學術研究成果發表期刊論文逾百篇，在google scholar引用次數逾7508次、H-index高達45，並於2010年出版衛星掩星觀測地球大氣層專書一冊。

劉說安院士專長為衛星遙測及大氣科學，在推展遙測科學與技術、應用遙測資料於災害救援、精進GPS掩星觀測理論、提昇氣象研究與預報、推動國際學術交流與合作，績效卓著、貢獻卓越。著作等身，發表期刊及專書論文逾一百篇、會議論文數逾二百篇，包括三本期刊專刊及一本專書 (下載截至2018/23/9為5446 次)。成就屢獲國際肯定，獲多項最高學術獎項，包括Fellow of the Electromagnetics Academy（2007）、韓國遙測學會（The Korean Society of Remote Sensing）「榮譽終身會員(Honorary Life Member)」（2007）、俄羅斯聯邦工程科學院（Prokhorov' Academy of Engineering Sciences, Russian Federation）外籍院士（2008）、國立中山大學及密西根大學傑出校友獎（2008）、國際宇宙航行科學院通信院士（Academician, International Academy of Astronautics (IAA)）（2009）、馬來西亞泰萊大學訪問教授(2012)、中國南昌大學“贛江學者”講座教授(2013)、以焦點人物登上密西根大學AOSS官方首頁(2013)、國立中山大學電機系金心獎(2013)、國際宇宙航行科學院院士（Academician, International Academy of Astronautics (IAA)）（2014）、國際工程技術學會會士(Fellow) (2015)，同年由國際掩星觀測工作小組，依據過去25年的統計資料分析指出，於世界同領域(衛星掩星科技)學者表現排前五名，再次肯定劉院士對於先進衛星計畫、遙測科技及其資料應用於氣象、環境永續及減救災等的貢獻。

於2001年，劉說安院士創立全國唯一之水文科學研究所。

於2005年，劉說安院士出任國家太空中心科學發展組組長期間，肩負推動衛星科研發展相關業務、衛星計畫規劃及考核，福爾摩沙衛星三號星系於其任內(2006年四月)升空，成效卓越而獲頒「福爾摩沙衛星三號星系貢獻獎」。

於2006-2007年，為清雲科技大學楊潔豪校長賞識，力邀出任該校電資學院院長，並為該校第一個且唯一的講座教授，任內推動教育部卓越教學計畫及策劃諸多院務，包括通過工程教育認證、升等辦法等。

於2007-2010年，劉說安院士擔任國立中央大學太空及遙測研究中心主任，任內創辦「遙測科技碩士學位學程」，並擔任創辦學程主任。

於2010年，劉說安院士於8月23日，邀集台灣學術界、貴賓、及一般社會專業人士，近百人於國家災害防救科技中心舉辦「台灣地球觀測學會」成立大會，學會宗旨為利用航空與衛星遙測觀測技術、地理空間資訊科技、感測網技術、以及知識管理手段等，將全球變遷引發的環境危機，轉為台灣邁向永續發展的契機，期望長期在災害、健康、能源、氣候變遷、生態系統、農業、生物多樣性、水資源及氣象等九大領域，進行相關研究及學識交流；且擬定舉辦地球觀測研討會，以綜合座談的方式，邀請國內與國際知名專家，闡釋全球變遷、國際災害、太空科技、國土測繪與重劃、中央管河川治理以及非傳統安全等重要議題之知識及經驗。

於2011年至今，擔任台灣密西根大學校友會理事長，全世界高教發展最多元化的國家是美國，全美學術及運動綜合評比第一、科研經費第一、資產第二的大學是密西根大學。密西根大學校方極為重視校友聯繫，2013年派了二十餘人次參與校友會各項活動，包括副校長等帶領團隊參加汎亞密西根大學校友會活動。

劉說安院士除了積極於學術研究，並重視科普教育，致力於專業知識的實務應用及通俗化，例如於2015年執行科技部補助科普活動計畫-小王子眼中21世紀的地球 （页面存档备份，存于），共計邀請31位專家學者撰寫48篇科普文章，其中22篇為專題報導，26篇為科技新知，依主題分有16篇介紹海洋氣象議題，9篇介紹流域治理議題，8篇介紹都市土地規劃議題以及15篇遙測技術及地理資訊系統相關之科普文章；2008年中國大陸四川發生地震後，應用福衛二號衛星影像判釋地形地貌改變與災情，積極提供相關資料於救援工作，針對此災難事件做出二項關鍵性決策貢獻：其一，在災後第一時間，提供第一筆災區高解析度衛星影像，提昇減救災效益；其二、核准啟動中心資源衛星接收站直接接收福衛2號衛星飛越四川之二軌影像資料，該措施具有減少訊息二次傳遞延遲之優點，對於四川大地震後之救災工作、堰塞湖面積與體積估算，具有及時性效益及指標性意義；於2009年，大力推動與國語日報合作「從太空看世界」科普計畫，發表淺顯易懂與遙測相關之文章，做為科學普及與向下紮根之利器，引起小朋友廣泛地對太空、衛星影像及遙測科技等的興趣，並收錄成冊、持續推廣；同於2009年，台灣八八水災後，台灣成立一個地理資訊整合聯盟(Geoinformatics Consortium)，由九個機構以衛星、飛機及飛行感測機器等先進空拍儀器，來協助國家災害防救科技中心達成災防任務。成功協調太空及遙測研究中心成為此九個機構之一，是項聯合機制之促成，為擔任中心主任時期的努力成果，迄今仍持續運作。

又於2010年9月，應財團法人慈濟傳播人文志業基金會新聞部(大愛電視新聞)邀請，配合執行國科會「台灣科普傳播事業催生計畫─媒體製作試辦方案」，隨採訪團隊前往丹麥以及格陵蘭，提供學術專業建議，考察格陵蘭的世界遺產-冰河遺跡，了解科學家常年監控北極融冰狀況，配合衛星遙測的觀測資料，見證全球暖化對極地冰河的影響；（页面存档备份，存于）於2012年與桃園在地報社合作，刊登遙測相關科普文章，以淺顯易懂文字與相關研究數據說明維護桃園埤塘(埤圳)之重要性，可灌溉防洪並減緩都市熱島效應；於同年建置全方位的遙測技術科普教育傳播平台：透過網站簡單明瞭的認識遙測技術、透過廣播讓遙測知識從互動中更加深學習的效果、透過報紙讓普羅大眾也有接觸到遙測知識的機會；於2013年在南方生活報刊登關懷自然景觀之文章，如「消失中的自然地景（一）- 元謀土林、貢嘎山等冰川考察見聞」（页面存档备份，存于）,（页面存档备份，存于）」、「消失中的自然地景（二）-貢嘎山、海螺溝冰川實地考察見聞（页面存档备份，存于）,（页面存档备份，存于）」、「極端乾旱，搶救鄱陽湖（页面存档备份，存于）,（页面存档备份，存于）」、「熱島效應解析-都市為何像個烤爐？（太空之眼1）（页面存档备份，存于）,（页面存档备份，存于）」與「氣候變遷大自然反撲-遙測技術快速應用於災後監測（太空之眼2）（页面存档备份，存于）,（页面存档备份，存于）」等多篇報導。
於2014年九月至2016年，擔任財團法人臺灣地理資訊中心總經理。中心的定位是行政院國家發展委員會的智庫幕僚，支援政府進行公共建設審議、國家發展評估、國土策略規劃、產業媒合等，扮演著政府、業界與學界之間的溝通平台；更以「創新」、「服務」、「執行力」作為中心發展願景，期盼在國土地理空間資訊運用與推動上，扮演統籌作業者、行政協調推動角的角色，包括：「協助政府機關推動服務」、「辦理空間科技與圖資人才培訓」、「推動國際合作與交流」、「活絡地理空間相關產業發展」。中心運用國土資訊以支援政府進行公共建設計畫審議、國家發展計畫評估及國土策略規劃等業務，在國土地理空間資訊運用與推動上扮演統籌作業者、行政協調推動者等重要角色，以協助國家發展需求之防救災、基礎資料建設與國土復育等應用。

劉說安教授過去30餘年的研究成果豐碩，在全球大氣科學和永續發展領域不斷取得高水準的研究、成就和獎項。最近五年（2021年8月-2025年4月）研究成果，在相關領域具有高度的影響力及成效。總共有48篇國際出版物，其中有48篇SCI/SSCI期刊論文，影響因子(impact factor)合計為254.00。他的研究整合遙測技術於大氣科學與環境評估的議題中，並開發有助於應對當前極端氣候變化策略的新技術。
美國史丹佛大學(Stanford University) 對 22 個科學領域和 176 個子領域進行分析，根據Scopus資料庫所彙集超過2萬2千冊期刊所涵蓋各領域科學家長期研究成果，依照標準化過的文獻引用指標評估資料，劉教授連續(2020-2022年)入選為世界前2%科學家名單；2020年劉教授之颱風研究成果受到頂尖學術團體美國地球物理聯合會(American Geophysical Union: AGU)的重視，8月份連續兩次訪問並做科學報導(Eos, Transactions AGU)；連續兩年(2021及2022)兩篇論文被Web of Science收錄於核心合輯之「高被引論文」(Highly Cited  Papers)(Liou and Kar 2014; Talukdar et al. 2020) ，分別討論大氣與地表間蒸發散交互作用及機器學習應用於遙測資料分類地表使用地表覆蓋; 2022年Talukdar et al. (2020)被Remote Sensing選為「高被引論文」;2021年Nguyen et al. (2020) 討論氣候變遷情境下湄公河三角洲的土壤鹽漬化，引起全球關注，迄今被下載超過28000次，獲得JpGU期刊PEPS 「最高被下載論文獎」(The Most Downloaded Award 2021)，並在越南受到國家媒體廣泛報導。他最近乾旱方面的成果，引起印度時報(The Times of India)等媒體極大的矚目。
劉說安教授結合衛星遙測資料於地理資訊系統與機器學習(人工智慧)技術，增進對極端天氣 (颱風、乾旱)、城市綠地生態服務、無線電掩星和GPS氣象學的了解，於大氣科學領域得到突破性的成果，並產生社會民生效益。

## 學歷
- 美國 密西根大學(Ann Arbor, 安娜堡校區)電機暨大氣、海洋、太空科學博士（1996）
- 美國 密西根大學安娜堡校區 大氣及太空科學碩士 （1994）
- 美國 密西根大學安娜堡校區 電機工程碩士 （1992）
- 國立中山大學 電機工程學士 （1987）

碩博士學位指導教授:密西根大學教授、美國航空暨太空總署(NASA)太空人Anthony W. England博士

## 經歷
- 台灣地理資訊中心總經理(2014-2016)
- 台灣地球觀測學會(Taiwan Group on Earth Observations, TGEO)理事長(2010-2016)
- 台灣密西根大學校友會(University of Michigan Alumni Association in Taiwan) 理事長
- 國立中央大學太空及遙測研究中心教授
- 國立中央大學太空科學研究所合聘教授及客家學院客政所支援教授
- 俄羅斯聯邦Skolkovo基金會 (Skolkovo Foundation)專家團委員會委員(2014-迄今)
- 國際太空研究委員會在地球觀測集團任務組(2013-迄今)
- 桃園市政府氣候變遷專家諮詢小組委員(2013-2015)
- 行政院國家科學委員會工程處航太學門專題計畫複審會委員(2013-迄今)
- 亞太水論壇(Asia-Pacific Water Forum)理事會觀察員(2012-迄今)
- 國際大地測量學會遙測和大氣的模型工作小組委員會委員(2012-迄今)
- 馬來西亞泰萊大學訪問教授(2012-2014)
- 新竹縣環境教育基金管理會委員(2012-2014)
- 全球生物多樣性資訊機構(GBIF)中華民國委員會委員(2011-迄今)
- 聯合國地球觀測集團亞太生物多樣性觀測網絡第七工作成員(2010-迄今)
- 國際泛洋衛星遙測研討會執行委員會委員(2010-迄今)
- 國際全球航空航天監測系統國際執行委員會委員(2010-迄今)
- 澳大利亞太空研究計畫2號聯盟成員(2010-2015)
- 國家實驗研究院『推動參與地球觀測集團策略規劃專案計畫』推動小組委員(2008-2017)
- 行政院國家科學委員會政府科技計畫審議作業群組專家(2007-迄今)
- 國立中央大學全球定位科學應用研究中心(GPS-ARC)執行委員(2007-2016)
- 東亞空間環境監測常委會台灣主席(2006-迄今)
- 行政院公共工程委員會採購申訴審議委員會諮詢委員，(2010-迄今)
- 國立中央大學校務會議代表(2007-2017)
- 國立中央大學電機工程學系教授(2005-2011)
- 國立中央大學客家學院教師評審委員會委員(2008-2011)
- 國立中央大學太空及遙測研究中心/中心主任(2007-2010)
- 『中華國防工業發展協會』科技顧問，(2007-2010)
- 國立中央大學招生委員會委員、推廣教育審核小組委員、研究發展會議委員、教務會議代表、校務會議代表(2007-2010)
- 國立中央大學太空及遙測研究中心/遙測科技碩士學位學程主任(2008-2010)
- 『桃園縣政府採購稽核小組』稽核諮詢委員，(2008-2010)
- 行政院國家科學委員會自然處地球科學研究推動中心審議委員(2009-2010)
- 行政院原子能委員會放射性物料安全諮詢委員會委員，(2004-2010)
- 行政院國家科學委員會工程處航太學門專題計畫複審會委員，(2007-2009)
- 行政院國家科學委員會全民防衛動員準備業務會報委員(2006-2009)
- 健行科技大學電資學院講座教授兼院長(2006-2007)
- 國家太空中心顧問/科學發展組組長(2005-2006)
- 國立中央大學地球科學院水文科學研究所籌備小組委員會委員兼執行秘書創立全國唯一之水文科學研究所
- 中央氣象局GPS連續觀測網工作小組委員會委員
- 私立健行科技大學電機工程學系兼任教授
- 國立中央大學校務會議研究中心代表、電腦資源管理規劃委員會委員、創新教學計畫補助評議委員會、環保暨安全衛生委員會研究中心代表、圖書館委員會委員、資訊系統管理委員會委員、國際學術交流委員會委員(對俄羅斯事務)
- 國立中央大學太空科學研究所學生事務委員會委員、課程委員會委員
- 國立中央大學太空及遙測研究中心人事評審委員會委員兼召集人、學術委員會委員兼召集人、經費管理委員會委員

## 學術榮譽
- 2023:「Aisa Oceania Geoscience Society (AOGS) 20th Annual Meeting」大會邀請特邀講座(Distinguished Lecture)
- 2022: [榮譽] Journal Remote Sensing’s Most Cited Paper (citation: Talukdar, S., Singha, P., Mahato, S., Shahfahad, Pal, S., Liou, Y.-A*, and Rahman, A. 2020. Land-use land-cover classification by machine learning classifiers for satellite observations—A review. Remote Sensing, 12(7), 1135; https://doi （页面存档备份，存于）: 10.3390/rs12071135 ).
- 2021, 2022: [榮譽] Two papers were recognized as Highly Cited Papers by Web of Science, citations: (1) Talukdar, S., Singha, P., Mahato, S., Shahfahad, Pal, S., Liou, Y.-A*, and Rahman, A., 2020. Land-use land-cover classification by machine learning classifiers for satellite observations—A review. Remote Sensing, 12(7), 1135; https://doi （页面存档备份，存于）: 10.3390/rs12071135; (2) Liou, Y.-A.* and Kar, S. K., 2014. Evapotranspiration estimation with Remote Sensing and various surface energy balance algorithms – a review. Energies, 7 (5), 2821-2849; https://doi:10%5B%5D.3390/en7052821.
- 2021: Journal “Progress in Earth and Planetary Science” Most Downloaded Paper Award 2021, citation: Nguyen, K.A., Liou, Y.-A.*, H.-P. Tran, P.-P. Hoang &  T.-H. Nguyen, 2020. Soil salinity assessment by using an indicator derived from Landsat 8 OLI data: a case study in the Tra Vinh Province, Mekong Delta, Vietnam. Progress in Earth and Planetary Science, 7, 1 (2020); https://doi:10%5B%5D.1186/s40645-019-0311-0.
- 2021: 國立海洋科技博物館榮譽講座。
- 2021: 榮獲第一屆 IET 工程技術與應用研討會（IET CETA 2021-The 1st IET Conference on Engineering Technology and Applications）傑出最佳論文獎。2021/11/26。
- 2021: 榮獲科技部工程司航太學門成果發表會評選優秀成果海報獎第一名。2021/10/30科技部工程司航太學門成果發表會在虎尾科技大學舉辦，在所有計畫成果海報中脫穎而出，評選榮獲第一名。
- 2021: 2021/10/21年榮獲駐臺北越南經濟文化辦事處（VECO）頒發的傑出貢獻獎。以表彰：“在人力資源培訓和促進越南與台灣科技合作方面的卓越成就。”
- 2021: 2021/06/06獲2021年 “地球和行星科學進展”期刊最多下載論文獎（Progress in Earth and Planetary Science Most Downloaded Paper Awards 2021）。比較PEPS 期刊所有獲獎論文下載次數，我們論文是其他所有論文的近三倍或三倍以上。
- 2019: 2019/11/17 榮獲越南國家科學與工程翰林院頒發水晶傑出貢獻獎 (Crystal Achievement Award)獎章。此次獲得越南國家科學院水晶傑出貢獻獎獎章，係該院地理研究所自1983 年成立以來推薦人選，首次獲得科學院認可，以表彰對越南國家教育、科學和技術方面的傑出貢獻。
- 2019: 榮獲科技部108年度產學合作計畫成果發表會口頭海報展示優良獎。2019/11/28 科技部工程司08年度產學合作計畫成果發表暨績效考評會議在中興大學盛大辦理，從近五百個產學合作計畫挑選做口頭報告及海報展示，最終僅極少數獲獎。
- 2018: Remote Sensing of Environment "Outstanding Contribution in Reviewing," in recognition of contributions made to the quality of the journal. Remote Sensing of Environment期刊“傑出論文審查獎”
- 2018: Energies期刊“十週年最佳論文獎”; Energies “10th Anniversary Best Paper Awards” : Liou, Y.-A.* and Kar, S. K., 2014. Evapotranspiration estimation with Remote Sensing and various surface energy balance algorithms – a review. Energies, 7 (5), 2821-2849; https://doi:10%5B%5D.3390/en7052821. (citations: 308)
- 2018年榮獲Remote Sensing of Environment期刊 “傑出審查論文獎”。
- 2018年榮獲國立中央大學學術研究傑出獎勵-(終身)特聘教授(領有彈性薪資)。
- 2015年由國際掩星觀測工作小組，依據過去25年的統計資料分析指出，於世界同領域(衛星掩星科技)學者表現排前五名
- 2015年榮膺國際工程與科技學會(Institution of Engineering and Technology ; IET)會士(Fellow)
- 2014年榮膺士國際宇宙航行科學院（International Academy of Astronautics, IAA）」基礎科學組院士（Academician; Member）（页面存档备份，存于）
- 2013年榮獲國立中山大學電機系金心獎。
- 2013年榮獲國立中央大學學術研究傑出獎勵-特聘教授。
- 2013年以焦點人物登上密西根大學AOSS官方首頁。
- 2013年獲聘南昌大學“贛江學者”講座教授。
- 2012年獲聘馬來西亞泰萊大學訪問教授。
- 2010年榮獲國立中央大學學術研究傑出獎勵-特聘教授(2009學年度起)
- 2009年榮膺國際宇宙航行科學院(基礎科學領域)通訊院士（Corresponding Member, *International Academy of Astronautics (IAA)）(2009/07/01膺選;於2009/10/11頒發證書)。(台灣獲頒IAA(基礎科學領域)院士另有兩人，包括葉永烜院士及李羅權院士。)
- 2008年以學術傑出成就，獲國立中山大學頒予傑出校友獎。(2008/04獲推薦;2008/10/24決選;11/09頒發證書。於二ΟΟ八年僅二人受頒此獎項。)
- 2008年榮獲密西根大學台灣校友會頒予傑出校友獎。(2008/06/14膺選;2008/8/30頒發證書)。(前一位獲頒相同獎項者為一九七六年諾貝爾物理獎得主、中研院院士丁肇中博士。)
- 2008年榮膺俄羅斯聯邦工程科學院（Prokhorov' Academy of Engineering Sciences, Russian Federation）國外院士。(2007/11獲推薦; 2008/02/14膺選;2008/05/23頒發證書)。(第五位華人、最年輕的當選人; 其他四位包含一位中研院院士及三位中國兩院院士。)肯定對於發展衛星掩星觀測關鍵技術及其應用於大氣科學研究的貢獻。[首任院長為1964年諾貝爾物理獎得主普羅霍羅夫（Prokhorov），創始單位有俄羅斯科學院、俄羅斯科工部、國防部、航空航太署等部門和企業。之前僅五位華人受獎，包括(1994)王淀佐院士(中國工程院(CAE)前副院長)、(2000)周立偉院士(CAE院士)、(2001)蔡振水先生(中研院院士)、(2006)徐匡迪院士(CAE院長)、(2006)杜祥琬院士(CAE副院長);之後一位華人受獎，(2009)程國棟院士(中國科學院蘭州分院前院長)
- 2007年榮膺韓國遙測學會(The Korean Society of Remote Sensing)「榮譽終身會員(Honorary Life Member)」(2006/11/02膺選;2007/11/02頒發證書)。(目前共三人獲頒此項榮譽;其他二位為韓國及日本學者各一位。)[台灣唯一受獎者，全世界受獎者共三人，其他兩位為Prof. Soon-Dai Choi, President of Korea Advanced Institute of Science & Technology; Dr. Hajime Fukushima, Chair Professor of Tokai University.]
- 2007年Fellow of the Electromagnetics Academy (an honor in recognition of scholarly achievements and distinguished educational and professional services in electromagnetics research.)
- 2007年榮獲國立中央大學學術研究傑出獎(2008/09頒發證書)
- 2006年榮獲國立中央大學學術研究傑出獎(2007/09/28頒發證書)
- 2006年獲聘健行科技大學講座教授: 學術研究成果豐碩，可為楷模(2006/08/01)
- 2006年榮獲國家太空中心頒發對福爾摩沙衛星三號星系貢獻獎:肯定長期投入福爾摩沙衛星三號星系科學任務，帶領研究團隊開發觀測技術，創新掩星觀測理論，有效應用於研究大氣重力波，成效卓越
- 2005年榮登“科學工程名人錄”(Marquis forthcoming 2005-2006 (8th) Edition of Who's Who in Science and Engineering)
- 2004-2006年榮獲國科會專題研究第一級主持獎助:研究成果排學門前5-10%以內
- 2004年榮獲國立中央大學首屆學術研究傑出獎
- 2004年榮登“電磁學名人錄”(Who's Who in Electromagnetics)
- 2002年當選斗六國中傑出校友
- 1999年榮登“世界名人錄”(Marquis Who’s Who in the World)
- 1998-2000年度國科會研究獎勵甲種獎

## 國際期刊編輯委員
- 擔任Remote Sensing編輯委員(2017)
- 擔任Geomatics, Natural Hazards and Risk編輯委員(2017)
- 擔任Progress in Earth and Planetary Science編輯委員(2017)
- 擔任Lead Guest Editor, Special Issue " Earth Observations for Addressing Global Challenges " in Remote Sensing專刊主編(2017)
- 擔任Lead Guest Editor, Special Issue " Earth Observations for a Better Future Earth " in Remote Sensing專刊主編(2016)
- 擔任Lead Guest Editor, Special Issue "Earth Observations for Improving Meteorological Investigations and Analyses " in Atmospheric Research專刊主編(2015-2016)
- 擔任Lead Guest Editor, Special Issue "Earth Observations for the Sustainable Development " in Remote Sensing專刊主編(2014-2015)
- 擔任Lead Guest Editor, Special Issue " Earth Observations and Societal Impacts " in Terrestrial, Atmospheric and Oceanic Sciences專刊主編(2013-2014)
- 擔任Lead Guest Editor, Special Issue "Earth Observations and Societal Impacts" in Advances in Meteorology專刊主編(2013-2015)
- 擔任IEEE Journal of Selected Topics in Applied Earth Observations and Remote Sensing (JSTARS)專刊主編(2011-2012)
- 擔任GPS Solutions期刊專刊 “GPS Radio Occultation (RO) Experiments II”主編(2010)
- 擔任航空、太空及民航學刊(Journal of Aeronautics, Astronautics and Aviation)編輯委員(2009)
- 擔任IEEE Journal of Selected Topics in Applied Earth Observations and Remote Sensing (JSTARS)編輯委員(2008)
- 擔任SCI期刊GPS Solutions編輯委員(2001)
- 擔任IEEE Tran. on Geoscience and Remote Sensing 之專刊  “Meteorology, Climate, Ionosphere, Geodesy, and Reflections from the Ocean surfaces: Studies by Radio Occultation Methods”主編(2008)
- 擔任GPS Solutions期刊專刊“GPS Radio Occultation (RO) Experiments”主編(2005)